# Seiser Alm
Seiser Alm (wł. Alpe di Siusi) – płaskowyż w regionie Trydent-Górna Adyga w północnych Włoszech, w pobliżu granicy z Austrią. Położony na wysokości od 1800 do 2300 m n.p.m. w Dolomitach, około 20 km na północny wschód od Bolzano. Znajduje się tu ośrodek narciarski i snowpark, obsługiwane przez 25 wyciągów, w tym trzy kolejki gondolowe. Łączna długość tras to 66 km, z czego 20 km oznaczono jako łatwe, 42 km jako średnie, a 4 km jako trudne. Znajduje się tu także około 60 km tras narciarstwa biegowego.
Wielokrotnie organizowano tu zawody Pucharu Świata w narciarstwie dowolnym.